# Proislandiana pallida
Espèce
Synonymes
- Microneta pallida Kulczyński, 1908

Proislandiana pallida est une espèce d'araignées aranéomorphes de la famille des Linyphiidae.

## Distribution
Cette espèce est endémique de Russie.

## Description
Le mâle décrit par Dimitrov en 2020 mesure 1,66 mm et la femelle 2,35 mm

## Publications originales
- Kulczyński, 1908 : Araneae et Oribatidae. Expeditionum rossicarum in insulas Novo-Sibiricas annis 1885-1886 et 1900-1903 susceptarum. Mémoires Présentés à l'Académie Impériale des Sciences de St. Petersbourg, sér. 8, vol. 18, no 7, p. 1-97.